# Palingenesia
El término palingenesia (o palingénesis) (del griego palin, "de nuevo", y génesis, "nacer") corresponde a conceptos análogos en historia de la ley, filosofía, teología, política y biología. Es una doctrina que plantea que cada ser vivo cumple un ciclo de existencia, comprendido desde el nacimiento, pasando por su existencia, luego su muerte, hasta la reencarnación. En algunos casos también se la ha denominado «eterno retorno». La doctrina plantea que dicho ciclo se repite una y otra vez, con lo que se asegura la continuidad de los seres.

## En filosofía

### India
En la India, se habla de la reencarnación con el término sánscrito samsara (‘vagabundeo’ del alma de un cuerpo a otro).[cita requerida]

### Nirvana
La palingénesis podría considerarse una doctrina paralela a la reencarnación, aunque algunos creen que en la palingénesis el alma nunca alcanza el nirvana que la liberaría de la reencarnación.[cita requerida]

### Grecia
Los griegos la simbolizaban con el ave fénix.[cita requerida]

### Estoicos
Esta doctrina puede rastrearse desde los estoicos, que usaban el término para referirse a la recreación del universo por el Demiurgo (dios creador), después de su absorción dentro de sí mismo.

### Neoplatónicos
Los neoplatónicos también admitían una palingenesia universal.[cita requerida]
En algunas teorías filosóficas, está relacionada con la ekpirosis o destrucción total del mundo por el fuego, y comprende a la palingénesis como el renacimiento que sigue al fin de la existencia producido por una conflagración final.

### sigloId.C.
Filón de Alejandría creía que Noé y sus hijos habían sido los impulsores de una renovación o renacimiento de la Tierra.

### Cicerón
Cicerón utilizaba esta palabra para explicar su propio retorno desde el exilio.

### Pitagóricos
En filosofía, la palingenesia denota en un sentido más amplio la teoría (por ejemplo, de los pitagóricos) de que el alma humana no muere con el cuerpo, sino que nace otra vez en nuevas encarnaciones. Sería, así, equivalente a la metempsicosis.[cita requerida]

### Plutarco
Plutarco hablaba de palingenesia con respecto a la transmigración de las almas (la reencarnación al estilo hindú), explorada ya en el Canto VI de La Eneida de Virgilio, en el siglo I a. C.[cita requerida]

### Druidas
Los druidas (sacerdotes celtas) creían a su vez que, después de un determinado número de revoluciones de siglos, el universo quedaría disuelto o destruido por el agua y el fuego y luego renacería de sus cenizas.[cita requerida]

### Robert Burton
Robert Burton, en The Anatomy of Melancholy (La anatomía de la melancolía, 1628), escribió: «Los pitagóricos defendían la metempsicosis y la palingenesia, en que las almas van de un cuerpo a otro».

### Giambattista Vico
En los siglos XVII y XVIII, el italiano Giambattista Vico enseñó a su vez, en su teoría de los círculos, una doctrina análoga.

### Arthur Schopenhauer
En cambio, el término tiene un sentido más estrecho en el sistema de Arthur Schopenhauer, quien lo aplicaba a su doctrina de que la voluntad no muere, sino que se manifiesta otra vez fresca en nuevos individuos. De esta manera, repudiaba la metempsicosis primitiva que creía en la reencarnación del alma individual.[cita requerida]

### Reencarnación
Así, algunos diferencian la palingénesis de la reencarnación, y dicen que esta última implica la existencia de un alma eterna.[cita requerida]

### Allan Kardec y la doctrina espiritista
A mediados del siglo XIX, la reencarnación fue recogida por el escritor francés Allan Kardec, que la hizo formar parte de la doctrina espiritista.[cita requerida]

## En política
Flavio Josefo utilizó este término para referirse a la restauración nacional del pueblo judío.
En su estudio sobre el fascismo, el politólogo académico Roger Griffin (1948) empleó la palabra palingénesis para referirse al fascismo (al que definió como un «ultranacionalismo palingenético»). La considera un elemento central de las ideologías fascistas, y la describe como «el núcleo mítico de la ideología fascista».
Los mejores ejemplos de esto se pueden encontrar tanto en la Italia fascista como en la Alemania nazi.
Benito Mussolini buscaba establecer una línea palingenética entre su régimen como una segunda encarnación del Imperio Romano, mientras que Adolf Hitler veía su Tercer Reich (la Alemania nazi) como la tercera encarnación palingenética del Sacro Imperio Romano Germánico (Primer Reich) y el Imperio Alemán de Otto Bismarck (Segundo Reich).[cita requerida]

## En biología
En la biología moderna (por ejemplo, en Ernst Haeckel y Fritz Müller), se usa el término palingénesis para denotar la reproducción exacta de los aspectos ancestrales de la herencia, como opuesto a la cenogénesis, en el cual las características heredadas son modificadas por el medio ambiente.

## En geología
En la geología, la palingénesis es el fenómeno por el cual —en las zonas profundas de la litósfera— las rocas que ya se habían solidificado retornan al estado fundido.[cita requerida]